# Liste der denkmalgeschützten Objekte in Dunkelsteinerwald (Gemeinde)
Die Liste der denkmalgeschützten Objekte in Dunkelsteinerwald enthält die 22 denkmalgeschützten, unbeweglichen Objekte der niederösterreichischen Gemeinde Dunkelsteinerwald.

## Denkmäler
| Foto |                 | Denkmal                                                                                 | Standort                                                 | Beschreibung | Metadaten |
| ---- | --------------- | --------------------------------------------------------------------------------------- | -------------------------------------------------------- | --- | --- |
| ja   | Datei hochladen | Römerbrücke Oberlanzing HERIS-ID: 112196 Objekt-ID: 130268                              | Seegraben Standort KG: Eckartsberg                       | Die sogenannte Römerbrücke über den Seegraben ist eine altertümliche aus Stein erbaute Bogenbrücke. Über sie führt die Altstraße Hochstraße. Die Brücke erstreckt sich über die Katastralgemeinden Eckartsberg, Lanzing und Umbach. | BDA-Hist.: Q37829416 Status: Bescheid Stand der BDA-Liste: 2025-06-30 Name: Römerbrücke Oberlanzing GstNr.: 142 Römerbrücke (Lanzing)                               |
| ja   | Datei hochladen | Schloss Grabenhof HERIS-ID: 33897 Objekt-ID: 31683                                      | Grabenhof 1 Standort KG: Gansbach                        | Das Schloss Grabenhof ist ein zweigeschoßiger Bau mit Kernsubstanz aus dem 15./16. Jahrhundert. Die Bezeichnung „Grabenhof“ ist aus dem Jahr 1490 erstmals urkundlich belegt. Nach häufigen Besitzerwechseln kam das Schloss 1969 in Privatbesitz. | BDA-Hist.: Q37954748 Status: Bescheid Stand der BDA-Liste: 2025-06-30 Name: Schloss Grabenhof GstNr.: 770/1 Schloss Grabenhof                                       |
| ja   | Datei hochladen | Schloss Gurhof HERIS-ID: 33898 Objekt-ID: 31684                                         | Gurhof 1 Standort KG: Gansbach                           | Das Schloss Gurhof ist ein weitläufiger Komplex, dessen erster Bau 1483 bis 1493 errichtet wurde. Von 1948 bis 1968 war darin eine Strafvollzugsanstalt untergebracht und ist seither in privater Nutzung. | BDA-Hist.: Q37954759 Status: Bescheid Stand der BDA-Liste: 2025-06-30 Name: Schloss Gurhof GstNr.: .55/1, .79 Schloss Gurhof                                        |
| ja   | Datei hochladen | Mariensäule und Pranger HERIS-ID: 76651 Objekt-ID: 90240                                | vor Marktplatz 15 Standort KG: Gansbach                  | Die Marienstatue, eine Madonna mit Kind aus dem 18. Jahrhundert, steht auf dem abgefasten Schaft des ehemaligen Prangers aus dem Jahre 1643. | BDA-Hist.: Q38144983 Status: § 2a Stand der BDA-Liste: 2025-06-30 Name: Mariensäule und Pranger GstNr.: 1129/1                                                      |
| ja   | Datei hochladen | Kath. Pfarrkirche hl. Bartholomäus HERIS-ID: 49707 Objekt-ID: 53747                     | neben Marktplatz 15 Standort KG: Gansbach                | Chor aus dem 14. Jahrhundert, Hauptschiff und der Südturm im Kern vermutlich aus dem 15. Jahrhundert. | BDA-Hist.: Q38035618 Status: § 2a Stand der BDA-Liste: 2025-06-30 Name: Kath. Pfarrkirche hl. Bartholomäus GstNr.: .14 Pfarrkirche Gansbach                         |
| ja   | Datei hochladen | Pfarrhof HERIS-ID: 76622 Objekt-ID: 90211                                               | Marktplatz 1 Standort KG: Gansbach                       | Der Pfarrhof neben der Kirche stammt im Kern aus dem 16. und 18. Jahrhundert, ein Umbau erfolgte 1855–1860. Der hakenförmige, ein- bis zweigeschoßige Bau hat barocke Fensterkörbe und ist innen teilweise gewölbt. Ein barockes hl. Grab mit bemalten Brettschnittfiguren Engel und Wächter wurde 1983 restauriert. Der Garten mit der Pfeilermauer stammt aus dem 19. Jahrhundert. | BDA-Hist.: Q38144900 Status: § 2a Stand der BDA-Liste: 2025-06-30 Name: Pfarrhof GstNr.: .13/1                                                                      |
| ja   | Datei hochladen | Prangermandl-Statue HERIS-ID: 76653 Objekt-ID: 90242                                    | Marktplatz 14 Standort KG: Gansbach                      | Die fragmentierte Prangermandl-Statue des ehemaligen, 1643 errichteten Prangers steht am Marktplatz nahe der Mariensäule. Anmerkung: Im September 2012 war an der angegebenen Adresse bzw. lt. der Beschreibung keine „Prangermandl-Statue“ vor Ort; im Juli 2014 steht sie auf einer neuerrichteten Säule vor der Nordwestecke der Volksschule, Marktplatz 15.                      | BDA-Hist.: Q38145032 Status: Bescheid Stand der BDA-Liste: 2025-06-30 Name: Prangermandl-Statue GstNr.: .16/1 Prangermandl Gansbach                                 |
| ja   | Datei hochladen | Bildstock HERIS-ID: 76658 Objekt-ID: 90247                                              | Standort KG: Gansbach                                    | | BDA-Hist.: Q38145083 Status: § 2a Stand der BDA-Liste: 2025-06-30 Name: Bildstock GstNr.: 1148 Gansbach Bildstock Langeggerweg                                      |
| ja   | Datei hochladen | Kath. Pfarrkirche hl. Johannes der Täufer und Friedhof HERIS-ID: 49731 Objekt-ID: 53802 | Am Kirchenberg 6, in der Nähe Standort KG: Gerolding     | Die römisch-katholische Pfarrkirche von Gerolding (Patrozinium: hl. Johannes der Täufer) ist eine gotische Saalkirche mit romanischem Kern und neugotischem Portalvorbau. | BDA-Hist.: Q23797877 Status: § 2a Stand der BDA-Liste: 2025-06-30 Name: Kath. Pfarrkirche hl. Johannes der Täufer und Friedhof GstNr.: .1, 10 Pfarrkirche Gerolding |
| ja   | Datei hochladen | Pfarrhof HERIS-ID: 76700 Objekt-ID: 90290                                               | Am Kirchenberg 6 Standort KG: Gerolding                  | Der Pfarrhof wurde 1861 erbaut, zweigeschoßig unter einem Walmdach. Er ist mit dem Kirchhof über eine Mauer verbunden. | BDA-Hist.: Q38145346 Status: § 2a Stand der BDA-Liste: 2025-06-30 Name: Pfarrhof GstNr.: .2                                                                         |
| ja   | Datei hochladen | Ehem. Volksschule HERIS-ID: 76701 Objekt-ID: 90291                                      | Gemeindeplatz 1 Standort KG: Gerolding                   | Die ehemalige Volksschule ist ein zweigeschoßiger kubischer Bau mit Walmdach. Das Erdgeschoß wird auf die zweite Hälfte des 18. Jahrhunderts datiert. Im dritten Viertel des 19. Jahrhunderts entstand das Obergeschoß und die Fassade erhielt eine neue Gliederung. Um 2010/2011 wurde das Gebäude, das mittlerweile als Gemeindezentrum Verwendung gefunden hatte, renoviert.      | BDA-Hist.: Q38145368 Status: Bescheid Stand der BDA-Liste: 2025-06-30 Name: Ehem. Volksschule GstNr.: 14                                                            |
| ja   | Datei hochladen | Römerbrücke Oberlanzing HERIS-ID: 47029 Objekt-ID: 49477                                | Oberlanzing Standort KG: Lanzing                         | Die Römerbrücke Oberlanzing erstreckt sich über die Katastralgemeinden Eckartsberg (siehe dort), Lanzing und Umbach. | BDA-Hist.: Q38025272 Status: Bescheid Stand der BDA-Liste: 2025-06-30 Name: Römerbrücke Oberlanzing GstNr.: 158, 142, 1/1, 65/1 Römerbrücke (Lanzing)               |
| ja   | Datei hochladen | Hochstraße HERIS-ID: 90633 Objekt-ID: 105331                                            | Standort KG: Lerchfeld                                   | Der vom Ostfuß des Brackersberges ausgehende Altstraßenzug „Hochstraße“ ist vermutlich Teil der römischen Reichsstraße Wien-Mautern-Melk, die Hochstraße überquert mit der sogenannten Römerbrücke den Seegraben. Die Hochstraße ist ein 1900 Meter langer Feldweg in den Katastralgemeinden Lerchfeld und Pfaffing.                                                                 | BDA-Hist.: Q37748286 Status: § 2a Stand der BDA-Liste: 2025-06-30 Name: Hochstraße GstNr.: 369/3 Historic road Hochstraße, Dunkelsteinerwald                        |
| ja   | Datei hochladen | Bildstock HERIS-ID: 77082 Objekt-ID: 90685                                              | bei Dunkelsteinerstraße 3 Standort KG: Mauer             | Auf Postament aus dem Jahr 1942 ein spätgotischer Tabernakelaufsatz mit Kielbogen, Astwerk und Fialen; datiert mit 1520. | BDA-Hist.: Q38148386 Status: § 2a Stand der BDA-Liste: 2025-06-30 Name: Bildstock GstNr.: 1298/4                                                                    |
| ja   | Datei hochladen | Bildstock HERIS-ID: 77083 Objekt-ID: 90686                                              | Kirchengasse Standort KG: Mauer                          | | BDA-Hist.: Q38148397 Status: § 2a Stand der BDA-Liste: 2025-06-30 Name: Bildstock GstNr.: 1383 Bildstock Kirchengasse, Mauer bei Melk                               |
| ja   | Datei hochladen | Pfarrhof HERIS-ID: 77080 Objekt-ID: 90683                                               | Kirchengasse 5 Standort KG: Mauer                        | Ein eingeschoßiger Bau aus der 2. Hälfte des 18. Jahrhunderts. 1970 erfolgte ein Umbau. | BDA-Hist.: Q38148378 Status: § 2a Stand der BDA-Liste: 2025-06-30 Name: Pfarrhof GstNr.: 1386                                                                       |
| ja   | Datei hochladen | Kath. Pfarrkirche Mariae Namen und Friedhof HERIS-ID: 50212 Objekt-ID: 54956            | bei Kirchengasse 5 Standort KG: Mauer                    | Die gotische Pfarr- und Wallfahrtskirche von Mauer wird auf das 14./15. Jahrhundert datiert. Sie verfügt über einen Schnitzaltar, der als Meisterwerk der Spätgotik gilt. Ebenfalls bemerkenswert ist ihr barocker Hochaltar. | BDA-Hist.: Q1453793 Status: § 2a Stand der BDA-Liste: 2025-06-30 Name: Kath. Pfarrkirche Mariae Namen und Friedhof GstNr.: 1386 Wallfahrtskirche Mauer bei Melk     |
| ja   | Datei hochladen | Hofanlage HERIS-ID: 77079 Objekt-ID: 90682                                              | Loosdorferstraße 4 Standort KG: Mauer                    | Ein Bau mit einer Kernsubstanz aus dem 14./15. Jahrhundert und übereck angestellten Stützpfeilern. | BDA-Hist.: Q38148367 Status: Bescheid Stand der BDA-Liste: 2025-06-30 Name: Hofanlage GstNr.: 22/1                                                                  |
| ja   | Datei hochladen | Historische Steinbrücke HERIS-ID: 77318                                                 | südlich Loosdorferstraße 61 Standort KG: Mauer, Neuhofen | Anmerkung: Die Steinbrücke verbindet die Katastralgemeinden Neuhofen und Mauer. Bis 2023 waren das zwei unterschiedliche Einträge, der zweite unter HERIS 98326 bzw alte ID 114237 und bezog sich nur auf die KG Mauer. | BDA-Hist.: Q113372738 Status: § 2a Stand der BDA-Liste: 2025-06-30 Name: Historische Steinbrücke GstNr.: 1477, 758, 765                                             |
| ja   | Datei hochladen | Bildstock HERIS-ID: 77086 Objekt-ID: 90690                                              | Standort KG: Neuhofen                                    | | BDA-Hist.: Q38148420 Status: § 2a Stand der BDA-Liste: 2025-06-30 Name: Bildstock GstNr.: 742/1 Wayside shrine 90690, Neuhofen                                      |
| ja   | Datei hochladen | Hochstraße HERIS-ID: 77094 Objekt-ID: 90698                                             | Standort KG: Pfaffing                                    | Die Hochstraße ist ein Feldweg in den Katastralgemeinden Lerchfeld (siehe dort) und Pfaffing. | BDA-Hist.: Q38148452 Status: § 2a Stand der BDA-Liste: 2025-06-30 Name: Hochstraße GstNr.: 229 Historic road Hochstraße, Dunkelsteinerwald                          |
| ja   | Datei hochladen | Ortskapelle HERIS-ID: 77090 Objekt-ID: 90694                                            | bei Thal 9 Standort KG: Thal                             | | BDA-Hist.: Q38148430 Status: § 2a Stand der BDA-Liste: 2025-06-30 Name: Ortskapelle GstNr.: .10 Ortskapelle Thal                                                    |

## Ehemalige Denkmäler
| Foto |                 | Denkmal                                                            | Standort                              | Beschreibung | Metadaten |
| ---- | --------------- | ------------------------------------------------------------------ | ------------------------------------- | --- | --- |
| ja   | Datei hochladen | Wegkapelle HERIS-ID: 76706 Objekt-ID: 90296bis 2022                | bei Häusling 35 Standort KG: Häusling | Die Nischenkapelle aus dem 19. Jahrhundert enthält die Kopie einer mittelalterlichen Statue einer Madonna mit Kind, vermutlich aus dem 20. Jahrhundert. | BDA-Hist.: Q38145393 Status: § 2a Stand der BDA-Liste: 2022-07-01 Name: Wegkapelle GstNr.: 252/4                                       |
| ja   | Datei hochladen | Römerbrücke Oberlanzing HERIS-ID: 112196 Objekt-ID: 130268bis 2012 | Seegraben Standort KG: Umbach         | Der Teil der Römerbrücke Oberlanzing, der in der KG Umbach liegt, ist nicht als Denkmal abgegangen, wird aber nicht mehr eigens geführt.                | BDA-Hist.: Q37829416 Status: Bescheid Stand der BDA-Liste: 2012-06-06 Name: Römerbrücke Oberlanzing GstNr.: 65/1 Römerbrücke (Lanzing) |